# 페이션스 (그래픽 노블)
《페이션스》는 판타그래픽스에서 출판한 대니얼 클로스의 그래픽 노블이다.  시간 여행을 소재로 한 공상과학 러브스토리로, 줄거리는 임신한 아내 페이션스가 아파트에서 살해된 것을 발견한 후 잭이라는 남자가 겪는 불행한 사건을 묘사하고 있다. 여러 해가 지나고도 슬픔에서 빠져나오지 못한 잭이 우연히 발견한 타임머신을 통해 페이션스를 구하려고 시도하며 벌어지는 일들을 담고있다.

## 배경
《페이션스》 는 약 180페이지 분량으로 클로즈의 가장 긴 작품이다, 《윌슨》에 이어 두 번째로 연재된 적이 없이 책으로 출판된 작품이다. 클로즈는 출판하기 한 달 전인 2016년 2월 자살한 출판업자 앨빈 부에나벤투라의 기술적 도움에 대해 감사를 표했다.

## 영화화
2016년 12월 13일, 클로즈는 포커스 피처스를 위해 《페이션스》의 영화 각본을 쓸 것이라고 발표했다. 《윌슨》에 대해 나눈 인터뷰에서 클로즈는 이전의 각색 작품들과 달리 《패이션스》는 영화 대본으로 적합한 길이를 가지고 있다고 밝혔다. "흥미로운 점은 이번에는 처음으로 내용을 줄여야 할 것이라고 생각했어요. 보통은 내용을 추가해야 했는데, 이번에는 의도하진 않았지만 제가 구상한 방식대로 딱 맞는 길이가 되고 있더군요. 이렇게 마법처럼 잘 맞아떨어지다니 좋은 징조라고 생각합니다."